# Henri Miro

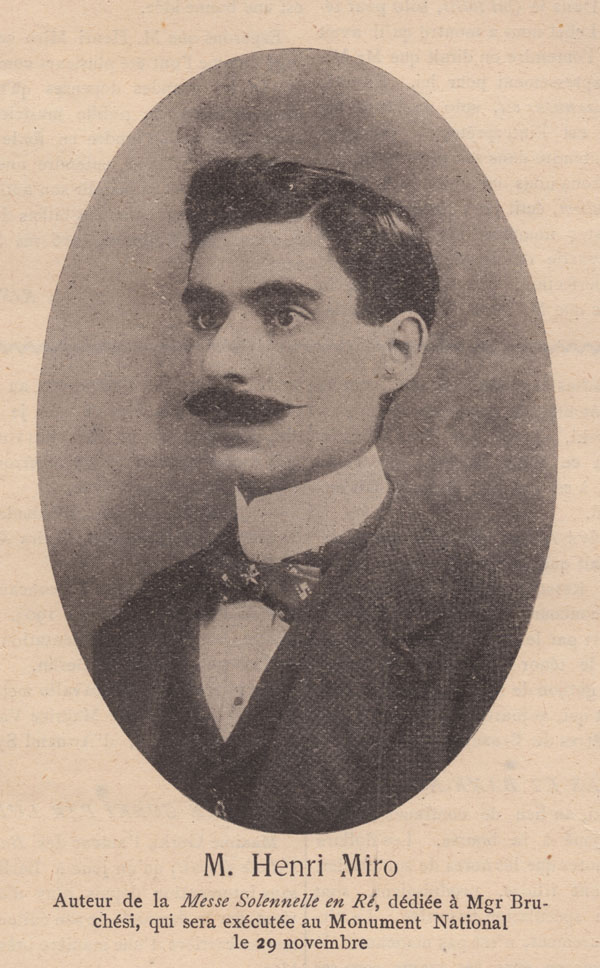
Henri Miro

Henri Miro (Enrique Miro) (* 13. November 1879 in Tàrrega, Katalonien, Spanien; † 19. Juli 1950 in Montreal) war ein kanadischer Komponist spanischer Herkunft.

## Leben und Wirken
Miro war Chorknabe an der Kirche des Klosters Montserrat und erhielt dort eine musikalische Ausbildung. Ab 1895 studierte er am Konservatorium von Barcelona bei Bienvenido Socias. Er arbeitete als Korrepetitor an der Oper Barcelona und tourte 1898 mit einer eigenen Operntruppe durch Frankreich.
Um 1901 kam er nach Montreal, wo 1904 sein erstes großes Werk, die Messe solennelle, am Monument national uraufgeführt wurde. 1914 folgte die Uraufführung seiner Operette Le Roman de Suzon am Princess Theatre. Im nächsten Jahr erschien mit großem Erfolg die Oper A Million Dollar Girl nach einem Libretto von W. M. Beatty, an deren Uraufführung u. a. Howard Fogg als Geiger mitwirkte.
Als drittes Bühnenwerk Miros wurde 1922 die Operette Lolita (Libretto von Armand Robi) uraufgeführt, die 1944 eine Rundfunkaufführung bei der CBC erlebte. Mit Liedern mit Klavierbegleitung und Arrangements (von denen einige von Hector Pellerin aufgenommen wurden) profilierte sich Miro auch als Komponist leichter Musik.
Im März 1927 wurde die sinfonische Dichtung Luxor uraufgeführt, deren harmonische, rhythmische und koloristische Effekte von der Kritik gelobt wurden. Die Association des chanteurs de Montréal führte 1928 am Monument national die Kantate Vox Populi auf, der 1931 die Symphonie canadienne folgte. Nach weiteren Sinfonien, Cellokonzerten, Klavier- und Vokalwerken gewann Miro 1936 mit den Scènes mauresques den Prix Jean-Lallemand.
Neben seiner Tätigkeit als Komponist wirkte Miro von 1916 bis 1921 als musikalischer Leiter der Berliner Gramophone Co, ab 1919 auch der Compo record company. Er leitete eigene Studioorchester, mit denen er zwischen 1918 und 1922 Tanzmusik für His Master’s Voice aufnahm, darunter Tin-Pan-Alley-Titel wie Sweet and Low, Ja-Da und When My Baby Smiles At Me. Der Titel In a Monastry Garden verkaufte sich mehr als 100.000 Mal in Kanada.
Bei der CBC war Miro 1928 Dirigent der überaus erfolgreichen Sendereihen Sevilliana und Mexicana, von 1930 bis 1931 leitete er das Rundfunkorchester der Canadian National Railway. Auch als Musikpädagoge war Miro aktiv.: Er veröffentlichte in der Zeitschrift La Lyre mehrere Artikel zur Harmonielehre und Instrumentationskunde und unterrichtete u. a. Lucio Agostini, Fleurette Beauchamp-Huppé und Rafael Masella.